# Stazione di Miramas
La stazione di Miramas (Gare de Miramas in francese) è una stazione ferroviaria posta lungo la linea Parigi-Marsiglia a servizio della cittadina di Miramas, nel dipartimento delle Bocche del Rodano. Funge anche da capolinea per le linee per Avignone e L'Estaque. 

## Storia
Fu aperta al traffico l'8 gennaio 1848 con il nome di Constantine.